# آدریانا کاستیلو
آدریانا کاستیلو (انگلیسی: Adriana Castillo؛ زادهٔ ۵ مهٔ ۱۹۹۰) بازیکن فوتبال اهل اروگوئه است.
از باشگاه‌هایی که در آن بازی کرده‌است می‌توان به باشگاه فوتبال ناسیونال اروگوئه اشاره کرد.
وی همچنین در تیم ملی فوتبال Uruguay بازی کرده‌است.